# ملوك بابل
يُشير لقب ملك بابل إلى حاكم مدينة بابل القديمة في منطقة ما بين النهرين وبلاد بابل، والتي وُجدت باعتبارها مملكة مستقلة من القرن التاسع عشر قبل الميلاد حتى سقوطها في القرن السادس قبل الميلاد. لغالبية حقبة بابل كمملكة مستقلة، حكمت بابل معظم جنوب بلاد ما بين النهرين، التي ضمت مناطق حضارات سومر ومدينة أكاد القديمة. شهدت المدينة فترتيّ ذروةٍ رئيسيّتين، وفيهما أحكم الملوك البابليون السيطرة على أجزاء واسعة من الشرق الأدنى القديم: الإمبراطورية البابلية الأولى (أو، الدولة البابلية القديمة، التي دامت بين 1894\1880 – 1595 قبل الميلاد)، والإمبراطورية البابلية الثانية (أو الإمبراطورية البابلية الحديثة، من 626–539 قبل الميلاد).
انحدر العديد من ملوك بابل من أصول أجنبية. وطوال تاريخ المدينة الذي قارب الألفيّ عام، حكمها ملوك من أصل بابلي، وأموري، وآرامي، وآشوري، وكلداني، وعيلامي، وإغريقي، وكيشي، وفرثي، وفارسي. لم تكن خلفية الملك الثقافية والإثنية ذات أهمية في التصور البابلي للملَكية؛ فقد جاءت الأولوية لمقدرة الملك على النهوض بالواجبات المطلوب من الملك البابلي الاضطلاع بها، مثل: بسط الأمن والسلام، وإحقاق العدالة، والحفاظ على الحقوق المدنية، وعدم فرض ضرائب غير قانونية، واحترام التقاليد الدينية، وإنشاء المعابد، وتقديم الأعطيات للآلهة في المعابد، وإقامة الشعائر الدينية. لهذا، فانتفاضات الاستقلال البابلية في الفترات التي خضعت فيها المدينة لإمبراطوريات أجنبية، لم تكن موجهةً في المقام الأول ضد حكام الإمبراطوريات لكونهم غير بابليين، بل اعتراضًا على ندرة زيارتهم لمدينة بابل وعدم اهتمامهم بالمشاركة في طقوس المدينة وتقاليدها.
يُعتبر نبو نيد آخرَ ملكٍ بابليّ أصلي، وحَكم من 556 حتى 539 قبل الميلاد. انتهى عهد نبو نيد إثر غزو كورش الكبير الملك الأخميني لبابل. ورغم أن أوائل الملوك الأخمينيين أولَوا الاهتمام ببابل وواصلوا حمل لقب «ملك بابل»، يبدو أنه مَن جاء بعدهم من الحكام الأخمينيين لم يحملوا اللقب بشكل رسميّ، بل نسبه إليهم البابليون أنفسهم فحسب. استمرّ اعتراف الموظفين الإداريين البابليين بحكام الإمبراطوريات التي حكمت بابل كملوكٍ لهم حتى عصر الإمبراطورية الفرثية، عندما بدأ هجْرُ بابل تدريجيًا. بالرغم من عدم استعادة بابل استقلالها أبدًا بعد الغزو الأخميني، فقد حاول البابليون عدة مرات طردَ حكامهم الأجانب وإعادة تأسيس مملكتهم؛ وربما وقع ذلك في أواخر العام 336/335 قبل الميلاد بقيادة الملك المتمرد نيدين بل.

## العصر البرونزيالأوسط

### ولايات المدنالعموريةالمبكرة

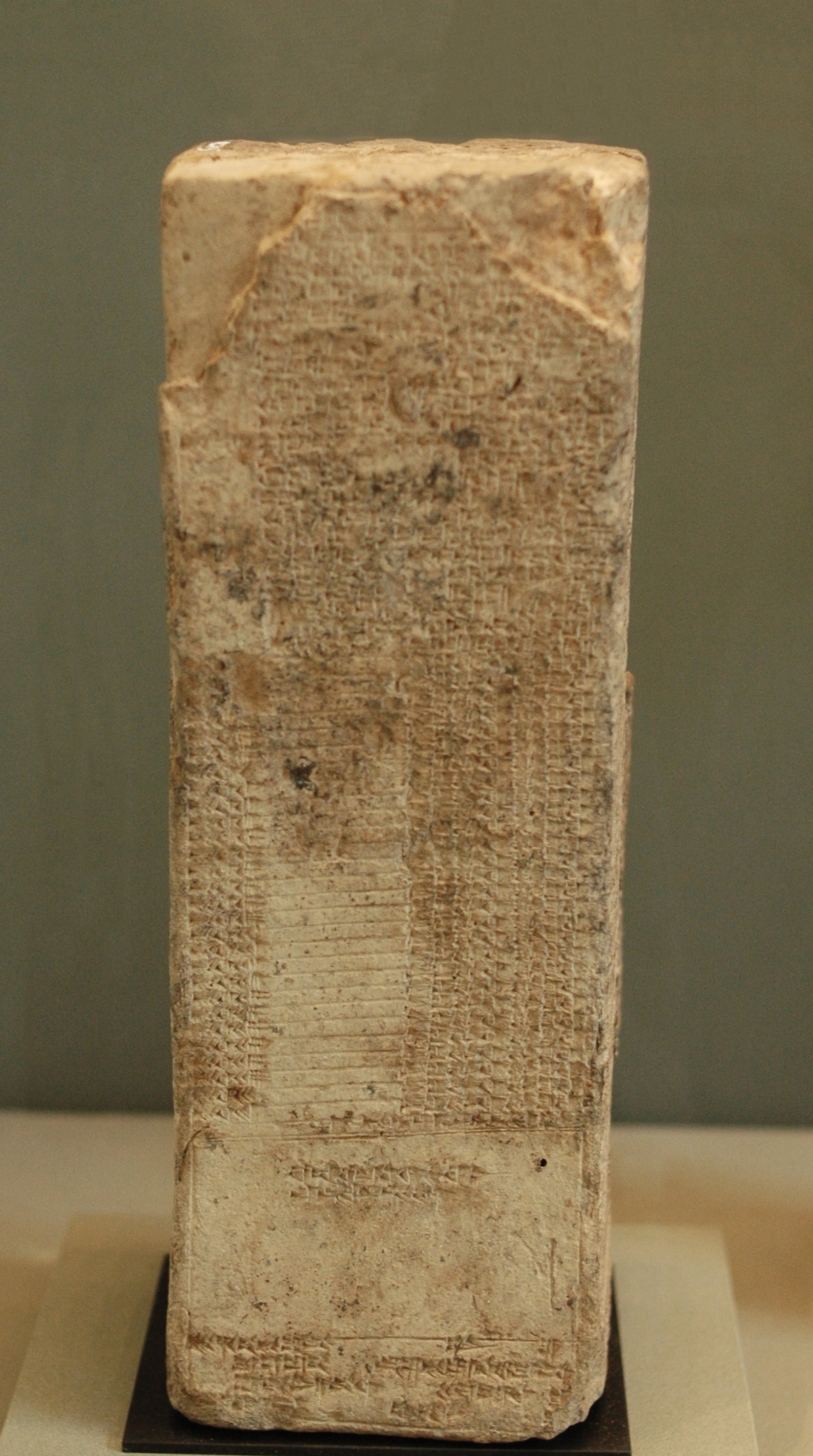
قائمة بملوك لارسا.

#### ملوكلارسا
| الحاكم               | الفترة         | ملاحظات                                                                 |
| -------------------- | -------------- | ----------------------------------------------------------------------- |
| نابلانوم             | 1961–1940 ق.م. | بالتزامن مع إبي سين من سلالة أور الثالثة                                |
| إيميسوم              | 1940–1912 ق.م. |                                                                         |
| ساميوم               | 1912–1877 ق.م. |                                                                         |
| زابايا               | 1877–1868 ق.م. | ابن ساميوم                                                              |
| غنغنوم               | 1868–1841 ق.م. | ملك جوتي استطاع الاستقلال عن ليبيط عشتار من إيسن                        |
| أبيصار               | 1841–1830 ق.م. |                                                                         |
| سومل                 | 1830–1801 ق.م. |                                                                         |
| نور أداد             | 1801–1785 ق.م. | بالتزامن سومولائيل من بابل                                              |
| سين إيدينام          | 1785–1778 ق.م. | ابن نور أداد                                                            |
| سين إيريبام          | 1778–1776 ق.م. |                                                                         |
| سين إقيشام           | 1776–1771 ق.م. | بالتزامن مع زامبيا من إيسن, ابن سين إبريبام                             |
| سيلي أدد             | 1771–1770 ق.م. |                                                                         |
| واراد سين            | 1770–1758 ق.م. |                                                                         |
| ريم سن الأول         | 1758–1699 ق.م. | بالتزامن مع إردانين ملك الوركاء, هزم من حمورابي ملك بابل. أخ واراد سين. |
| حمورابي ملك بابل     | 1699–1686 ق.م. |                                                                         |
| سمسو إيلونا ملك بابل | 1686–1678 ق.م. |                                                                         |
| ريم سين الثاني       | 1678–1674 ق.م. | قتل في تمرد ضد البابليين                                                |

الملك حمورابي

## الدور والشرعية
استمد الملوك البابليون شرعيتهم في الحكم من التعيين الإلهي من قبل الإله البابلي، مردوخ، ومن خلال تكريسهم من قبل كهنة المدينة. استُخدم تمثال مردوخ في طقوس تتويج الملوك الذين حصلوا على تيجانهم «من إيدي» مردوخ خلال أعياد رأس السنة الجديدة، في رمزية لتنصيبهم من قبل الآلهة مردوخ شخصيًا. اعتاد البابليون تجديد البيعة للملك بصفته تابعًا للآلهة مردوخ عند الاحتفال بالسنة الجديدة. تضمنت طقوس الاحتفال دخول الملك لمعبد إيساكيلا، مركز الإله مردوخ في مدينة بابل، في اليوم الخامس من السنة الجديدة والاجتماع مع رئيس الكهنة، ومخاطبة تمثال مردوخ ليؤكد له أنه أتم واجبه بالحفاظ على النظام وامتنع عن قمع شعبه طوال العام المنصرم، ليرد عليه رئيس الكهنة (نيابة عن الآلهة مردوخ) ويسمح له بالاستمرار في الحكم بدعم إلهي، ويعيد له الزي الملكي. عززت آلهة بلاد ما بين النهرين من سطلة ملك بابل، بصفته راعي معابد المدينة، ومنحته سلطتها. 